# Languria
Languria é um género de coleópteros da família Erotylidae.